# شهرستان دوبروونیک نرتوا
دوبروونیک نرتوا (به لاتین: Dubrovnik-Neretva County) یک شهرستان در کرواسی است.

## خصوصیات
شهرستان دوبروونیک نرتوا ۱٬۷۸۱ کیلومترمربع مساحت و ۱۲۲٬۵۶۸ نفر جمعیت دارد.